# Polish International 1986
Die Polish International 1986 im Badminton fanden vom 21. bis zum 23. November 1986 in Warschau statt.

## Medaillengewinner
| Disziplin    | Gold                      | Silber                     | Bronze                             |
| ------------ | ------------------------- | -------------------------- | ---------------------------------- |
| Herreneinzel | Zhang Qingwu              | Jens Olsson                | Klaus Fischer                      |
| Herreneinzel | Zhang Qingwu              | Jens Olsson                | Lars Pedersen                      |
| Dameneinzel  | Wu Yuhong                 | Pernille Nedergaard        | Li Feng                            |
| Dameneinzel  | Wu Yuhong                 | Pernille Nedergaard        | Shi Fangjing                       |
| Herrendoppel | Huang Zhen Chen Hongyong  | Wang Pengren Zhang Qingwu  | Wu Chibing He Guoquan              |
| Herrendoppel | Huang Zhen Chen Hongyong  | Wang Pengren Zhang Qingwu  | Jerzy Dołhan Jacek Hankiewicz      |
| Damendoppel  | Shi Fangjing Wu Yuhong    | Li Feng Lin Yanfen         | Anke Jansen Heidi Krickhaus        |
| Damendoppel  | Shi Fangjing Wu Yuhong    | Li Feng Lin Yanfen         | Zofia Żółtańska Bożena Siemieniec  |
| Mixed        | Wang Pengren Shi Fangjing | Jerzy Dołhan Bożena Haracz | Erik Söderberg Catharina Andersson |
| Mixed        | Wang Pengren Shi Fangjing | Jerzy Dołhan Bożena Haracz | Thomas Lund Pernille Dupont        |

## Finalresultate
| Disziplin    | Sieger                    | Finalist                   | Ergebnis   |
| ------------ | ------------------------- | -------------------------- | ---------- |
| Herreneinzel | Zhang Qingwu              | Jens Olsson                | 15–8, 15–3 |
| Dameneinzel  | Wu Yuhong                 | Pernille Nedergaard        | 11–3, 11–6 |
| Herrendoppel | Huang Zhen Chen Hongyong  | Wang Pengren Zhang Qingwu  | 15–6, 15–9 |
| Damendoppel  | Shi Fangjing Wu Yuhong    | Li Feng Lin Yanfen         | 15–3, 15–4 |
| Mixed        | Wang Pengren Shi Fangjing | Jerzy Dołhan Bożena Haracz | 15–8, 15–3 |